# Superboy-Prime
Superboy-Prime (Clark Kent, sinh ra với tên Kal-El), còn được biết đến với tên Superman-Prime hoặc đơn giản là Prime, là một siêu anh hùng DC Comics đã trở thành một siêu ác nhân và là một phiên bản khác của Superman. Nhân vật này lần đầu xuất hiện trong DC Comics Presents #87 (Tháng 11 năm 1985) và được tạo ra bởi Elliot S. Maggin và Curt Swan (dựa trên nhân vật Superboy gốc của Jerry Siegel và Joe Shuster).
Superboy-Prime đến từ một Trái đất song song được gọi là Trái đất Prime, không có siêu anh hùng hoặc người siêu năng. Trên đó, Superman và các siêu anh hùng khác chỉ là những nhân vật hư cấu, như trong đời thực. Vũ trụ Trái đất Prime đã bị xoá sổ trong sự kiện Crisis on Infinite Earths (Tháng 4 năm 1985 - Tháng 3 năm 1986), và Superboy-Prime đã lạc vào một "thiên đường" chiều không gian, trong thời gian đó, anh không thể từ bỏ cuộc sống và định mệnh trước đây của mình như siêu anh hùng vĩ đại nhất của Trái đất.
Theo thời gian, niềm tin và đạo đức của anh trở nên vặn vẹo và bị biến tướng, anh tin rằng Trái đất Prime là Trái đất duy nhất thích hợp và Superboy-Prime là người duy nhất xứng đáng với danh hiệu Superboy. Prime kiên quyết tin rằng trở thành Superman là sứ mệnh của mình, mặc dù thực tế là anh đã trở thành một ác nhân tâm thần, tàn bạo và đôi khi thậm chí là độc ác. Sức mạnh vô địch, tốc độ, tính bất đoán và tàn nhẫn của anh làm cho anh trở thành một trong những kẻ thù nguy hiểm nhất trong Vũ trụ DC.
Tên "Superman-Prime" lần đầu được Grant Morrison sử dụng trong DC One Million (1998) cho Superman chính trong thế kỷ thứ 853 (nó về cơ bản là Superman cùng câu chuyện All-Star Superman). Superboy của Trái đất Prime tự nhận mình là "Superboy-Prime" trong Infinite Crisis #2 (Tháng 1 năm 2006).